# Knolrus
De knolrus of moerasrus (Juncus bulbosus, synoniem:Juncus supinus) is een plantensoort uit de russenfamilie (Juncaceae).

## Beschrijving
De knolrus is een groen overwinterende, vaste plant, die 5 - 20 cm hoog kan worden. De plant vormt dichte polletjes en korte uitlopers. De plant is aan de voet knolvormig verdikt. De meestal bochtige, omhooggaande of liggende, vaak roodachtige stengel wortelt vaak op de knopen. Het 3 -12 cm lange en tot 1 mm brede blad bestaat uit een bladschede en een bladschijf. De oortjes zijn lang en vliezig. De bladeren hebben dwarsschotten en binnenin in de lengte lopende, smalle buisjes.
De knolrus bloeit van juni tot in oktober. De vertakte bloeiwijze is een pluim met 2 - 10 in kluwen staande bloemen. De zes, roodlichtgroene, 3 - 4 mm lange tepalen zijn even lang maar de buitenste spitser dan de binnenste. De binnenste krans van meeldraden ontbreekt of is sterk gereduceerd. Daarom zijn vaak maar drie meeldraden aanwezig. De helmhokjes zijn evenlang of langer dan de helmdraad. De rijpe, meestal sigaarvormige, 2 - 3 mm grote doosvrucht is stekelpuntig en duidelijk langer dan de tepalen.

## Ecologie
De knolrus is een hydrofyt, helofyt of hemikryptofyt. De groeiwijze is afhankelijk van de groeiplaats sterk veranderlijk. Ondergedoken planten lijken maar weinig op die waarvan de groeiplaats niet altijd ondergelopen is. Planten kunnen zelfs los in het water drijven. Vele planten bloeien al in het eerste jaar en blijven klein. Bladmisvormingen ontstaan door steken van de russenbladvlo (Livia juncorum).

## Voorkomen
De knolrus komt voor in Europa en op enkele plaatsen in Centraal-Azië, Noordwest-Afrika en Noord-Amerika. Naar het oosten toe komt de knolrus voor tot de 30ste oostelijke lengtegraad.
De knolrus groeit het beste op zure, kalkarme of kalkvrije, vaak overstroomde zand-, leem-, of veengronden.